# 白瀬氷河
白瀬氷河（しらせひょうが）は南極大陸の氷河。リュツォ・ホルム湾の最奥部に位置し、全長は約85キロメートル、全幅約10キロメートルである。名称は1961年、日本南極観測隊により日本の南極探検家・白瀬矗を記念して命名された。昭和基地の南西約100キロメートルに位置していることから、日本の南極観測隊による調査が活発に行われている。流速は南極のものとしては速く、年に2キロメートルほどとなる。
なお、砕氷艦・しらせ（及び2代目）の艦名は公式には、この氷河名から取られている。自衛隊艦船命名規則によって「名所旧跡の名」からとられたものであり、白瀬本人の名前が直接の由来ではない。